# Humdrum (Film)
Humdrum ist ein britischer animierter Kurzfilm von Peter Peake aus dem Jahr 1998.

## Handlung
Zwei Schattenpuppen sitzen am Tisch und langweilen sich. Das Radio spielt auf allen Sendern La Cucaracha in unterschiedlichen Interpretationen und an der Tür klingelt nur ein Werbehund. Der eine der beiden schlägt schließlich vor, Schattenfiguren zu erraten. Er zeigt dem anderen eine unidentifizierbare Figur und bringt ihn durch einige Hinweise dazu, darin eine Kuh zu erkennen. Der andere, der eigentlich keine Lust auf Schattenfigurenraten hat, zeigt dennoch die perfekte Abbildung eines Hasen, die der andere jedoch als Otter einschätzt. Selbst nach Abbildungen von Möhren, die der Hase frisst, und eines Zylinders, aus dem der Hase gezogen wird, kann der eine das Tier nicht erraten und der andere wird wütend und bezichtigt den einen, dass jeder hirnlose Mensch besser im Raten und Darstellen wäre als der eine. Es klingelt erneut an der Tür und davor steht exakt die Kuhabbildung, die der eine vorher gezeigt hatte. Sie muht und der andere schließt die Tür.

## Produktion
Der Film ist als Selbstparodie konzipiert. Schon zu Beginn des Films wird im Off gefragt, ob es etwas interessantes im Fernsehen gibt und die Antwort lautet „Nein, nur so ein merkwürdiges Animationsding“ mit der Reaktion darauf „Oh Gott“ (Anything on telly? – Only some weird animation thing. – Oh God.). Die Figuren selbst sind in Cut-Out-Animation geschaffene Figuren, die jedoch nur die Basis für die Schattenanimation bilden, die in Stop-Motion erfolgte. Ein Grund dafür war, dass der Film so preiswerter realisiert werden konnte und auf eine detaillierte Ausarbeitung der Figuren verzichtet werden konnte. Auch der Umstand, dass die Schattenfiguren selbst Schattenfiguren schaffen, sich dabei jedoch beschweren, dass es nichts langweiligeres gibt, als Menschen beim Schattenspielen zuzusehen, ist ironische Selbstreferenzialität.
Humdrum lief auf Festivals weltweit, darunter bereits im August 1998 auf dem Edinburgh International Film Festival.

## Auszeichnungen
Auf dem Edinburgh International Film Festival gewann Humdrum in der Kategorie „Best New British Animation“ und wurde auf dem Chicago International Children’s Film Festival mit dem Preis der Kinderjury ausgezeichnet.
Humdrum war 2000 für einen Oscar in der Kategorie „Bester animierter Kurzfilm“ nominiert, konnte sich jedoch nicht gegen The Old Man and the Sea durchsetzen. Zudem wurde er für einen BAFTA in der Kategorie „Bester animierter Kurzfilm“ nominiert.